# Elatostema
Elatostema is een plantengeslacht uit de brandnetelfamilie (Urticaceae) van ongeveer 550 soorten. Het is een van de omvangrijkste geslachten uit de brandnetelfamilie. 
Het zijn kruidachtige planten of kleine struiken, die voorkomen op de bodem van tropische en subtropische regenwouden van Azië, Oceanië (tot in Queensland) en Afrika. Enkele soorten komen voor in meer gematigde streken van Oost-Azië, tot in China en Japan.
Elatostema pulchum F. Hallier wordt weleens als sierplant gehouden.
Elatostema backeri H. E. Schroet. is genoemd naar de Nederlandse botanicus Cornelis Andries Backer.

## Soorten
- Elatostema abangense Amshoff
- Elatostema acrophilum C.B.Rob.
- Elatostema actinodromum W.T.Wang
- Elatostema actinotrichum W.T.Wang
- Elatostema acuminatissimum Merr.
- Elatostema acuminatum (Poir.) Brongn.
- Elatostema acuteserratum B.L.Shih & Yuen P.Yang
- Elatostema acutitepalum W.T.Wang
- Elatostema adenophorum W.T.Wang
- Elatostema agusanense Elmer
- Elatostema albistipulum W.T.Wang
- Elatostema albopilosoides Q.Lin & L.D.Duan
- Elatostema albopilosum W.T.Wang
- Elatostema albovillosum W.T.Wang
- Elatostema aliferum W.T.Wang
- Elatostema alnifolium W.T.Wang
- Elatostema ambiguum (Wedd.) Hallier f.
- Elatostema androstachyum W.T.Wang, A.K.Monro & Y.G.Wei
- Elatostema angulaticaule W.T.Wang & Y.G.Wei
- Elatostema angulosum W.T.Wang
- Elatostema angustatum C.B.Rob.
- Elatostema angustibracteum W.T.Wang
- Elatostema angustifolium Reinecke
- Elatostema angustitepalum W.T.Wang
- Elatostema anlongense W.T.Wang
- Elatostema annulatum H.J.P.Winkl.
- Elatostema antonii Elmer
- Elatostema apicicrassum W.T.Wang
- Elatostema apoense Elmer
- Elatostema appendiculatum Merr.
- Elatostema arcuans Dunn
- Elatostema arcuatipes W.T.Wang & Y.G.Wei
- Elatostema arcuatobracteatum L.F.Fu, T.V.Do & C.X.He
- Elatostema articulatum H.J.P.Winkl.
- Elatostema asterocephalum W.T.Wang
- Elatostema atropurpureum Gagnep.
- Elatostema atrostriatum W.T.Wang & Y.G.Wei
- Elatostema atroviride W.T.Wang
- Elatostema attenuatoides W.T.Wang
- Elatostema attenuatum W.T.Wang
- Elatostema auriculatifolium R.S.Beaman & Cellin.
- Elatostema auriculatum W.T.Wang
- Elatostema australe (Wedd.) Hallier f.
- Elatostema austroyunnanense W.T.Wang
- Elatostema baiseense W.T.Wang
- Elatostema balansae Gagnep.
- Elatostema bamaense W.T.Wang & Y.G.Wei
- Elatostema banahaense C.B.Rob.
- Elatostema baoshanense W.T.Wang & Z.Y.Wu
- Elatostema barbarufa H.J.P.Winkl.
- Elatostema barbatum H.Schroet.
- Elatostema baruringense Elmer
- Elatostema basiandrum Reinecke
- Elatostema baviense Gagnep.
- Elatostema beccarii H.Schroet.
- Elatostema beibengense W.T.Wang
- Elatostema belense L.M.Perry
- Elatostema benguetense C.B.Rob.
- Elatostema bidiense H.Schroet.
- Elatostema biformibracteolatum W.T.Wang
- Elatostema biglomeratum W.T.Wang
- Elatostema binatum W.T.Wang & Y.G.Wei
- Elatostema binerve W.T.Wang
- Elatostema bioppositum L.D.Duan & Yun Lin
- Elatostema blechnoides Ridl.
- Elatostema boehmerioides W.T.Wang
- Elatostema boholense Quisumb. & Merr.
- Elatostema bojongense H.Schroet.
- Elatostema bomiense W.T.Wang & Z.Y.Wu
- Elatostema bontocense Merr.
- Elatostema borneense H.Schroet.
- Elatostema brachyodontum (Hand.-Mazz.) W.T.Wang
- Elatostema brachyurum Hallier f.
- Elatostema bracteosum W.T.Wang
- Elatostema breviacuminatum W.T.Wang
- Elatostema brevicaudatum (W.T.Wang) W.T.Wang
- Elatostema brevipedunculatum W.T.Wang
- Elatostema brongniartianum Wedd.
- Elatostema brunneinerve W.T.Wang
- Elatostema brunneobracteolatum W.T.Wang
- Elatostema brunneolum Elmer
- Elatostema brunneostriolatum W.T.Wang
- Elatostema brunonianum Quisumb.
- Elatostema buderi H.Schroet.
- Elatostema bulbiferum Kurz
- Elatostema bulbothrix Stapf
- Elatostema bullatum R.S.Beaman & Cellin.
- Elatostema bulusanense Elmer
- Elatostema burmanicum (Hook.f.) Hallier f.
- Elatostema calcareum Merr.
- Elatostema calophyllum Rech.
- Elatostema capizense Merr.
- Elatostema catalonanum (C.B.Rob.) H.Schroet.
- Elatostema catanduanense Merr.
- Elatostema cataractum L.D.Duan & Q.Lin
- Elatostema caudatoacuminatum W.T.Wang
- Elatostema caudatum Hallier f.
- Elatostema caudiculatum W.T.Wang
- Elatostema celaticaule Ridl.
- Elatostema celingense W.T.Wang, Y.G.Wei & A.K.Monro
- Elatostema cheirophyllum C.B.Rob.
- Elatostema chiwuanum W.T.Wang
- Elatostema cikaiense W.T.Wang
- Elatostema ciliatum C.B.Clarke ex Hook.f.
- Elatostema clarkei Hook.f.
- Elatostema clemensii H.Schroet.
- Elatostema colaniae Gagnep.
- Elatostema comptonioides A.C.Sm.
- Elatostema conduplicatum W.T.Wang
- Elatostema contiguum C.B.Rob.
- Elatostema coriaceifolium W.T.Wang
- Elatostema cornutum Wedd.
- Elatostema costatoalatum W.T.Wang & Z.Y.Wu
- Elatostema crassicostatum W.T.Wang
- Elatostema crassimucronatum W.T.Wang
- Elatostema crassiusculum W.T.Wang
- Elatostema crenatum W.T.Wang
- Elatostema crispulum W.T.Wang
- Elatostema cucullatonaviculare W.T.Wang
- Elatostema cuipingfengense W.T.Wang & Z.Y.Wu
- Elatostema cultratum W.T.Wang
- Elatostema cuneatum Wight
- Elatostema cuneiforme W.T.Wang
- Elatostema cupreoviride Rech.
- Elatostema cupulare H.J.P.Winkl.
- Elatostema cuspidatum Wight
- Elatostema cyrtandra H.J.P.Winkl.
- Elatostema cyrtandrifolioides W.T.Wang
- Elatostema cyrtandrifolium (Zoll. & Moritzi) Miq.
- Elatostema cyrtophyllum Hallier f. ex H.Schroet.
- Elatostema dactylocephalum W.T.Wang
- Elatostema dallasense R.S.Beaman & Cellin.
- Elatostema daxinense W.T.Wang & Z.Y.Wu
- Elatostema decipiens Wedd.
- Elatostema delicatum Elmer
- Elatostema densistriolatum W.T.Wang & Z.Y.Wu
- Elatostema dentatocaudatum W.T.Wang & Z.Y.Wu
- Elatostema dersum H.J.P.Winkl.
- Elatostema didymocephalum W.T.Wang
- Elatostema dielsii H.Schroet.
- Elatostema discolor C.B.Rob.
- Elatostema dissectoides W.T.Wang
- Elatostema dissectum Wedd.
- Elatostema divaricatum (Gaudich.) Fosberg
- Elatostema diversilimbum Merr.
- Elatostema doormanianum H.J.P.Winkl.
- Elatostema drepanophyllum H.Schroet.
- Elatostema dulongense W.T.Wang
- Elatostema duyunense W.T.Wang & Y.G.Wei
- Elatostema edanoii Merr.
- Elatostema elegans H.J.P.Winkl.
- Elatostema ellipticum Wedd.
- Elatostema engleri Reinecke
- Elatostema epallocaulum A.C.Sm.
- Elatostema erectum H.Schroet.
- Elatostema eriocephalum W.T.Wang
- Elatostema euphlebium Merr.
- Elatostema eurhynchum Miq.
- Elatostema fagifolium (Poir.) Gaudich.
- Elatostema falcatum Hallier f.
- Elatostema falcifolium H.Schroet.
- Elatostema feddeanum H.Schroet.
- Elatostema femineocymosum W.T.Wang
- Elatostema fengshanense W.T.Wang & Y.G.Wei
- Elatostema fenkolense Hosok.
- Elatostema ferrugineum W.T.Wang
- Elatostema ficoides Wedd.
- Elatostema filicoides (Seem.) Schröt.
- Elatostema filipes W.T.Wang
- Elatostema finisterrae Warb.
- Elatostema flavovirens R.S.Beaman & Cellin.
- Elatostema flexuosicaule W.T.Wang & Z.Y.Wu
- Elatostema flumineorupestre Hosok.
- Elatostema fragile H.J.P.Winkl.
- Elatostema fruticosum Gibbs
- Elatostema fugongense W.T.Wang
- Elatostema fulvobracteolatum W.T.Wang
- Elatostema funingense W.T.Wang
- Elatostema funkii Reinecke
- Elatostema furcatibracteum W.T.Wang
- Elatostema furcatiramosum W.T.Wang
- Elatostema garrettii Yahara
- Elatostema gibbsiae R.S.Beaman
- Elatostema gillespiei A.C.Sm.
- Elatostema gitingense Elmer
- Elatostema glaberrimum H.Schroet.
- Elatostema glabratum Elmer
- Elatostema glabribracteum W.T.Wang
- Elatostema glaucescens Wedd.
- Elatostema globosostigmatum W.T.Wang & Z.Y.Wu
- Elatostema glomeratum C.B.Rob.
- Elatostema goniocephalum W.T.Wang
- Elatostema goudotianum Wedd.
- Elatostema gracile Hassk.
- Elatostema gracilifolium Merr.
- Elatostema gracilipes (C.B.Rob.) H.Schroet.
- Elatostema graeffei Reinecke
- Elatostema grande (Wedd.) P.S.Green
- Elatostema grandidentatum W.T.Wang
- Elatostema grandifolium Reinecke
- Elatostema greenwoodii A.C.Sm.
- Elatostema griffithii Hook.f.
- Elatostema gueilinense W.T.Wang
- Elatostema gungshanense W.T.Wang
- Elatostema gyrocephalum W.T.Wang & Y.G.Wei
- Elatostema gyronanophyllum W.T.Wang
- Elatostema halconense C.B.Rob.
- Elatostema halophyllum Merr.
- Elatostema hanseatum H.Schroet.
- Elatostema hastatum Elmer
- Elatostema hechiense W.T.Wang & Y.G.Wei
- Elatostema hekouense W.T.Wang
- Elatostema heterocladum W.T.Wang, A.K.Monro & Y.G.Wei
- Elatostema heterogrammicum W.T.Wang
- Elatostema heterophyllum C.B.Rob.
- Elatostema hezhouense W.T.Wang, Y.G.Wei & A.K.Monro
- Elatostema himantophyllum H.Schroet.
- Elatostema hirsutum Miq.
- Elatostema hirtellipedunculata B.L.Shih & Yuen P.Yang
- Elatostema hirtellum (W.T.Wang) W.T.Wang
- Elatostema hirtum (Ridl.) H.Schroet.
- Elatostema hookerianum Wedd.
- Elatostema huanglianshanicum W.T.Wang
- Elatostema humblotii Baill.
- Elatostema humile A.C.Sm.
- Elatostema hygrophilifolium W.T.Wang
- Elatostema hymenophyllum H.J.P.Winkl.
- Elatostema hypoglaucum B.L.Shih & Yuen P.Yang
- Elatostema ichangense H.Schroet.
- Elatostema imbricans Dunn
- Elatostema inaequifolium Elmer
- Elatostema inaequilobum Ridl.
- Elatostema insulare A.C.Sm.
- Elatostema intanondense Q.Lin
- Elatostema integrifolium (D.Don) Wedd.
- Elatostema involucratum Franch. & Sav.
- Elatostema iridense Quisumb.
- Elatostema jaheri H.Schroet.
- Elatostema jianshanicum W.T.Wang
- Elatostema jingxiense W.T.Wang & Y.G.Wei
- Elatostema jinpingense W.T.Wang
- Elatostema junghuhnianum Miq.
- Elatostema kabayense (Gibbs) H.Schroet.
- Elatostema kachiense W.T.Wang
- Elatostema kalingaense Merr.
- Elatostema kesselii H.Schroet.
- Elatostema kietanum Rech.
- Elatostema kimhyense Y.G.Wei & T.V.Do
- Elatostema kinabaluense Gibbs
- Elatostema kraemeri Reinecke
- Elatostema krauseanum H.Schroet.
- Elatostema kuchingense H.Schroet.
- Elatostema kupeiense L.M.Perry
- Elatostema kusaiense Kaneh.
- Elatostema laciniatum Elmer
- Elatostema laetevirens Makino
- Elatostema laevicaule W.T.Wang, A.K.Monro & Y.G.Wei
- Elatostema laevissimum W.T.Wang
- Elatostema lagunense C.B.Rob.
- Elatostema lanaense C.B.Rob.
- Elatostema lancifolium Wedd.
- Elatostema lasiocephalum W.T.Wang
- Elatostema lasioneurum Hallier f. ex H.Schroet.
- Elatostema latistipulum W.T.Wang & Z.Y.Wu
- Elatostema latitepalum W.T.Wang
- Elatostema lauterbachii H.J.P.Winkl.
- Elatostema laxicymosum W.T.Wang
- Elatostema laxiflorum Hallier f. ex H.Schroet.
- Elatostema laxisericeum W.T.Wang
- Elatostema ledermannii H.J.P.Winkl.
- Elatostema lepidotulum Miq.
- Elatostema leucocephalum W.T.Wang
- Elatostema liboense W.T.Wang
- Elatostema lignescens Hallier f.
- Elatostema lignosum Merr.
- Elatostema lihengianum W.T.Wang
- Elatostema lilyanum Rech.
- Elatostema lineare Stapf
- Elatostema linearicorniculatum W.T.Wang
- Elatostema lineolatum Wight
- Elatostema lingelsheimii H.J.P.Winkl.
- Elatostema lingua H.Schroet.
- Elatostema lithoneurum Stapf
- Elatostema litseifolium W.T.Wang
- Elatostema lonchophyllum H.Schroet.
- Elatostema longibracteatum W.T.Wang
- Elatostema longicaudatum Grierson & D.G.Long
- Elatostema longiciliatum W.T.Wang
- Elatostema longicollum H.J.P.Winkl.
- Elatostema longicuspe W.T.Wang & Y.G.Wei
- Elatostema longifolium Wedd.
- Elatostema longipedunculatum Elmer
- Elatostema longipes W.T.Wang
- Elatostema longirostre Ridl.
- Elatostema longistipulum Hand.-Mazz.
- Elatostema longitepalum W.T.Wang
- Elatostema luchunense W.T.Wang
- Elatostema lui W.T.Wang, Y.G.Wei & A.K.Monro
- Elatostema lungzhouense W.T.Wang
- Elatostema luoi W.T.Wang
- Elatostema lushuiheense W.T.Wang
- Elatostema lutescens C.B.Rob.
- Elatostema luxiense W.T.Wang
- Elatostema luzonense C.B.Rob.
- Elatostema mabienense W.T.Wang
- Elatostema macgregorii Merr.
- Elatostema machaerophyllum Hallier f.
- Elatostema macintyrei Dunn
- Elatostema macroceras (Gagnep.) Karthik. & V.S.Kumar
- Elatostema macrophyllum Brongn.
- Elatostema macropus H.J.P.Winkl.
- Elatostema maculatum (Poir.) Gaudich.
- Elatostema madagascariense Wedd.
- Elatostema magni-auriculatum L.D.Duan & Yun Lin
- Elatostema maguanense W.T.Wang
- Elatostema malacotrichum W.T.Wang & Y.G.Wei
- Elatostema malipoense W.T.Wang & Z.Y.Wu
- Elatostema manhaoense W.T.Wang
- Elatostema manillense Wedd.
- Elatostema mannii Wedd.
- Elatostema maquilingense Elmer
- Elatostema maraiparaiense R.S.Beaman & Cellin.
- Elatostema mashanense W.T.Wang & Y.G.Wei
- Elatostema medogense W.T.Wang
- Elatostema megacephalum W.T.Wang
- Elatostema megaphyllum H.Schroet.
- Elatostema melanocarpum W.T.Wang
- Elatostema melanocephalum W.T.Wang
- Elatostema melanoceras W.T.Wang
- Elatostema melanophyllum W.T.Wang
- Elatostema menghaiense W.T.Wang
- Elatostema menglunense W.T.Wang & G.D.Tao
- Elatostema microcarpum W.T.Wang & Y.G.Wei
- Elatostema microcephalanthum Hayata
- Elatostema microdontum W.T.Wang
- Elatostema microphyllum Elmer
- Elatostema microprocris Hallier f. ex H.Schroet.
- Elatostema microtrichum W.T.Wang
- Elatostema mindanaense (C.B.Rob.) H.Schroet.
- Elatostema minus Hallier f. ex H.Schroet.
- Elatostema minutifurfuraceum W.T.Wang
- Elatostema molle Wedd.
- Elatostema monandrum (Buch.-Ham. ex D.Don) H.Hara
- Elatostema mongiensis Lauterb.
- Elatostema montanum Endl.
- Elatostema monticola Hook.f.
- Elatostema morobense L.M.Perry
- Elatostema multicaule W.T.Wang, Y.G.Wei & A.K.Monro
- Elatostema multinervium (Merr.) H.Schroet.
- Elatostema muluense Rodda & A.K.Monro
- Elatostema myrtillus (H.Lév.) Hand.-Mazz.
- Elatostema nanchuanense W.T.Wang
- Elatostema napoense W.T.Wang
- Elatostema nasutum Hook.f.
- Elatostema nemorosum Seem.
- Elatostema neriifolium W.T.Wang & Z.Y.Wu
- Elatostema nianbense W.T.Wang, Y.G.Wei & A.K.Monro
- Elatostema nigrescens Miq.
- Elatostema nigribracteatum W.T.Wang & Y.G.Wei
- Elatostema novoguineense Warb.
- Elatostema oblanceolatum C.B.Rob.
- Elatostema obliquifolium Reinecke
- Elatostema oblongifolium S.H.Fu
- Elatostema obovatum Wedd.
- Elatostema obscurinerve W.T.Wang
- Elatostema obtusidentatum W.T.Wang
- Elatostema obtusiusculum C.B.Rob.
- Elatostema obtusum Wedd.
- Elatostema odontopterum W.T.Wang
- Elatostema oligodon Quisumb.
- Elatostema oligophlebium W.T.Wang, Y.G.Wei & L.F.Fu
- Elatostema oligotrichum W.T.Wang
- Elatostema omeiense W.T.Wang
- Elatostema oppositum Q.Lin & Y.M.Shui
- Elatostema oreocnidioides W.T.Wang
- Elatostema ornithorrhynchum W.T.Wang
- Elatostema oshimense (Hatus.) T.Yamaz.
- Elatostema oxyodontum W.T.Wang
- Elatostema pachycephalum W.T.Wang
- Elatostema pachyceras W.T.Wang
- Elatostema pacificum Elmer
- Elatostema paivaeanum Wedd.
- Elatostema pajawanense C.B.Rob.
- Elatostema pallidinerve W.T.Wang
- Elatostema palustre A.C.Sm.
- Elatostema panayense Merr.
- Elatostema papillosum Wedd.
- Elatostema paracuminatum W.T.Wang
- Elatostema parasiticum Blume ex H.Schroet.
- Elatostema parvioides W.T.Wang
- Elatostema parvum (Blume) Blume ex Miq.
- Elatostema paucicystatum H.Schroet.
- Elatostema paucifolium W.T.Wang
- Elatostema paxii Reinecke
- Elatostema pedicellatum Gibbs
- Elatostema pellionioides W.T.Wang
- Elatostema peltifolium (Ridl.) H.J.P.Winkl.
- Elatostema penibukanense Gibbs
- Elatostema penninerve H.Schroet.
- Elatostema peperomioides H.J.P.Winkl.
- Elatostema pergameneum W.T.Wang
- Elatostema perlongifolium Elmer
- Elatostema perpusillum L.M.Perry
- Elatostema petelotii Gagnep.
- Elatostema petiolare W.T.Wang
- Elatostema petiolatum Hallier f. ex H.Schroet.
- Elatostema phanerophlebium W.T.Wang & Y.G.Wei
- Elatostema philippinense Elmer
- Elatostema pianmaense W.T.Wang
- Elatostema pilosum Merr.
- Elatostema piluliferum H.Lév.
- Elatostema pingbianense W.T.Wang
- Elatostema pinnatinervium Elmer
- Elatostema pinnativenium R.S.Beaman & Cellin.
- Elatostema planinerve W.T.Wang & Y.G.Wei
- Elatostema platycarpum L.M.Perry
- Elatostema platyceras W.T.Wang
- Elatostema platyphyllum Wedd.
- Elatostema pleiophlebium W.T.Wang & Z.Y.Wu
- Elatostema plumbeum C.B.Rob.
- Elatostema podophyllum Wedd.
- Elatostema polioneurum Hallier f.
- Elatostema polypodioides Ridl.
- Elatostema polystachyoides W.T.Wang
- Elatostema poteriifolium Ridl.
- Elatostema procridifolium (Kurz) Karthik. & V.S.Kumar
- Elatostema procridioides Wedd.
- Elatostema prunifolium W.T.Wang
- Elatostema pseudobrachyodontum W.T.Wang
- Elatostema pseudocuspidatum W.T.Wang
- Elatostema pseudodissectum W.T.Wang
- Elatostema pseudoficoides W.T.Wang
- Elatostema pseudolongipes W.T.Wang & Y.G.Wei
- Elatostema pseudonanchuanense W.T.Wang
- Elatostema pseudonasutum W.T.Wang
- Elatostema pseudooblongifolium W.T.Wang
- Elatostema pseudoplatyphyllum W.T.Wang
- Elatostema pubipes W.T.Wang
- Elatostema pulchellum C.B.Rob.
- Elatostema pulleanum H.J.P.Winkl.
- Elatostema punctatum  (Buch.-Ham. ex D.Don) Wedd.
- Elatostema purpurascens R.S.Beaman & Cellin.
- Elatostema purpureolineolatum W.T.Wang
- Elatostema purpureum C.B.Rob.
- Elatostema pusillum C.B.Clarke ex Hook.f.
- Elatostema pycnodontum W.T.Wang
- Elatostema quadribracteatum W.T.Wang
- Elatostema quinquecostatum W.T.Wang
- Elatostema quinquetepalum W.T.Wang
- Elatostema raapii H.Schroet.
- Elatostema ramosissimum Reinecke
- Elatostema ramosum W.T.Wang
- Elatostema ranongense Yahara
- Elatostema recticaudatum W.T.Wang
- Elatostema recurviramum W.T.Wang & Y.G.Wei
- Elatostema reiterianum H.J.P.Winkl.
- Elatostema reticulatum Wedd.
- Elatostema retinervium L.M.Perry
- Elatostema retrohirtum Dunn
- Elatostema retrorstrigulosum W.T.Wang, Y.G.Wei & A.K.Monro
- Elatostema retrostrigulosoides W.T.Wang
- Elatostema rhizomatosum (Gagnep.) Q.Lin
- Elatostema rhombiforme W.T.Wang
- Elatostema ridleyanum H.Schroet.
- Elatostema rigidum Wedd.
- Elatostema rivulare B.L.Shih & Yuen P.Yang
- Elatostema robinsonii Merr.
- Elatostema robustipes W.T.Wang, F.Wen & Y.G.Wei
- Elatostema ronganense W.T.Wang & Y.G.Wei
- Elatostema rostratum (Reinw. ex Blume) Hassk.
- Elatostema rubrostipulatum Gibbs
- Elatostema rudicaule H.J.P.Winkl.
- Elatostema rugosum A.Cunn.
- Elatostema rupestre (Buch.-Ham. ex D.Don) Wedd.
- Elatostema rupicola Elmer
- Elatostema salomonense L.M.Perry
- Elatostema salvinioides W.T.Wang
- Elatostema samarense Merr.
- Elatostema samoense Reinecke
- Elatostema scabriusculum Setch.
- Elatostema scapigerum C.B.Rob.
- Elatostema scaposum Q.Lin & L.D.Duan
- Elatostema schizocephalum W.T.Wang
- Elatostema schizodiscum W.T.Wang & Y.G.Wei
- Elatostema schroeteri L.M.Perry
- Elatostema scriptum C.B.Rob.
- Elatostema seemannianum A.C.Sm.
- Elatostema septemcostatum W.T.Wang & Z.Y.Wu
- Elatostema septemflorum W.T.Wang
- Elatostema serpentinicola R.S.Beaman & Cellin.
- Elatostema serra H.J.P.Winkl.
- Elatostema serratifolium Elmer
- Elatostema sessile J.R.Forst. & G.Forst.
- Elatostema setulosum W.T.Wang
- Elatostema sexcostatum W.T.Wang, C.X.He & L.F.Fu
- Elatostema shanglinense W.T.Wang
- Elatostema shuii W.T.Wang
- Elatostema sikkimense C.B.Clarke
- Elatostema simaoense W.T.Wang
- Elatostema simianshanicum W.T.Wang
- Elatostema simplicissimum Q.Lin
- Elatostema simulans C.B.Rob.
- Elatostema sinense H.Schroet.
- Elatostema sinopurpureum W.T.Wang
- Elatostema sinuatum (Blume) Hassk.
- Elatostema smilacinum Hallier f. ex H.Schroet.
- Elatostema sorsogonense Elmer
- Elatostema spinulosum Elmer
- Elatostema stellatum Hook.f.
- Elatostema stenocarpum (Wedd.) Hallier f.
- Elatostema stenophyllum Merr.
- Elatostema stewardii Merr.
- Elatostema stigmatosum W.T.Wang
- Elatostema stipitatum Wedd.
- Elatostema stoloniforme Kaneh.
- Elatostema strictum Reinecke
- Elatostema strigillosum B.L.Shih & Yuen P.Yang
- Elatostema strigosum Hassk.
- Elatostema strigulosum W.T.Wang
- Elatostema subcoriaceum B.L.Shih & Yuen P.Yang
- Elatostema subcuspidatum W.T.Wang
- Elatostema subfavosum Leandri
- Elatostema subincisum Wedd.
- Elatostema subintegrum H.J.P.Winkl.
- Elatostema sublaxum (Elmer) H.Schroet.
- Elatostema sublignosum C.B.Rob.
- Elatostema sublineare W.T.Wang
- Elatostema suborbiculare Merr.
- Elatostema subpenninerve W.T.Wang
- Elatostema subscabrum H.Schroet.
- Elatostema subtrichotomum W.T.Wang
- Elatostema subvillosum H.Schroet.
- Elatostema sukungianum W.T.Wang
- Elatostema surigaoense Elmer
- Elatostema suzukii T.Yamaz.
- Elatostema sylvanum Ridl.
- Elatostema tenellum A.C.Sm.
- Elatostema tenompokense Gibbs
- Elatostema tenuibracteatum W.T.Wang
- Elatostema tenuicaudatoides W.T.Wang
- Elatostema tenuicaudatum W.T.Wang
- Elatostema tenuicaule H.J.P.Winkl.
- Elatostema tenuicornutum W.T.Wang
- Elatostema tenuifolium W.T.Wang
- Elatostema tenuinerve W.T.Wang & Y.G.Wei
- Elatostema tenuireceptaculum W.T.Wang
- Elatostema tenuistipulatum H.Schroet.
- Elatostema tetratepalum W.T.Wang
- Elatostema thalictroides Stapf
- Elatostema thomense Henriq.
- Elatostema tianeense W.T.Wang & Y.G.Wei
- Elatostema tianlinense W.T.Wang
- Elatostema tiechangense L.F.Fu, Y.G.Wei & A.K.Monro
- Elatostema tomentosum Wedd.
- Elatostema tricaule W.T.Wang
- Elatostema trichanthum Lauterb.
- Elatostema trichocarpum Hand.-Mazz.
- Elatostema trichomanes H.J.P.Winkl.
- Elatostema trichophlebium Merr. ex ined.
- Elatostema trichosanthum (Gagnep.) H.Schroet.
- Elatostema trichotomum W.T.Wang
- Elatostema tricostatum W.T.Wang
- Elatostema tricuspe H.J.P.Winkl.
- Elatostema tridens L.M.Perry
- Elatostema tritepalum W.T.Wang
- Elatostema truncicola H.J.P.Winkl.
- Elatostema tutuilense Whistler
- Elatostema ulmifolium Miq.
- Elatostema umbellatum (Siebold & Zucc.) Blume
- Elatostema umbrinum Elmer
- Elatostema urvilleanum Brongn.
- Elatostema utakwaense H.Schroet.
- Elatostema variabile C.B.Rob.
- Elatostema variegatum C.B.Rob.
- Elatostema variolaminosum H.Schroet.
- Elatostema velutinicaule H.J.P.Winkl.
- Elatostema velutinum (Warb.) K.Schum.
- Elatostema vicinum L.M.Perry
- Elatostema vietnamense Q.Lin & L.D.Duan
- Elatostema villosum B.L.Shih & Yuen P.Yang
- Elatostema viridescens Elmer
- Elatostema viridibracteolatum W.T.Wang
- Elatostema viridicarinatum W.T.Wang
- Elatostema viridicostatum W.T.Wang & Z.Y.Wu
- Elatostema viridinerve W.T.Wang
- Elatostema viridissimum Rech.
- Elatostema vitiense (A.Gray ex Wedd.) A.C.Sm.
- Elatostema volubile (Elmer) H.Schroet.
- Elatostema walkerae Hook.f.
- Elatostema wangii Q.Lin & L.D.Duan
- Elatostema warburgii H.J.P.Winkl.
- Elatostema weii W.T.Wang
- Elatostema welwitschii Engl.
- Elatostema wenshanense W.T.Wang
- Elatostema wenxienense W.T.Wang & W.D.Peng
- Elatostema wenzelii H.Schroet.
- Elatostema whartonense L.M.Perry
- Elatostema whitfordii Merr.
- Elatostema wightii Hook.f.
- Elatostema winkleri-hubertii H.Schroet.
- Elatostema wugangense W.T.Wang
- Elatostema xanthophyllum W.T.Wang
- Elatostema xanthotrichum W.T.Wang & Y.G.Wei
- Elatostema xichouense W.T.Wang
- Elatostema yachense W.T.Wang, Y.G.Wei & A.K.Monro
- Elatostema yakushimense Hatus.
- Elatostema yangbiense W.T.Wang
- Elatostema yaoshanense W.T.Wang
- Elatostema yenii H.St.John
- Elatostema yongtianianum W.T.Wang
- Elatostema youyangense W.T.Wang
- Elatostema zamboangense Merr.
- Elatostema zhengyuanum W.T.Wang
- Elatostema zhenyuanense W.T.Wang & Z.Y.Wu

## Hybriden
- Elatostema × hybrida Yu H.Tseng & J.M.Hu

... · 
Boehmeria · 
Cecropia · 
Coussapoa · 
Dendrocnide · 
Elatostema · 
Parietaria · 
Pilea · 
Soleirolia · 
Urtica (Brandnetel) · 
...